# Grande Encyclopédie Larousse
La Grande Encyclopédie Larousse est une encyclopédie alphabétique publiée par les éditions Larousse de 1971 à 1976.

## Présentation
La première édition comptait vingt-et-un volumes (dont un volume index) et 12 846 pages, sur un principe complètement différent des ouvrages habituels de la marque. Le nombre d'entrées y était réduit à huit mille articles mais chacun d'entre eux faisait l'objet d'un développement encyclopédique. Elle fut complétée par un atlas en 1978 puis un premier supplément en 1981 et un second en 1985.
Différentes couvertures (matières, couleurs et sérigraphies : lettres GE puis EF) ont été employées lors des rééditions suivantes.
Larousse a par la suite continué la commercialisation de nombreuses autres encyclopédies et dictionnaires encyclopédiques en un ou plusieurs volumes dont : Mémo, Théma, GDEL, Grand Larousse universel.